# Thomas Willing Balch
Thomas Willing Balch (Wiesbaden, 1866-Atlantic City, 1927) fue un escritor y publicista estadounidense.

## Biografía
Nació el 13 de junio de 1866 en la ciudad alemana de Wiesbaden, donde sus padres llevaban viviendo unos seis o siete años. Era hijo de Thomas Balch, un abogado de Pennsylvania nacido en Leesburg (Virginia), y de Emily Swift, cuya familia era de Filadelfia. Era bisnieto de Thomas Willing, que fue miembro del primer y segundo Congreso, así como presidente del Banco de los Estados Unidos.
Realizó sus primeros estudios en Francia, pero completó su educación en los Estados Unidos. En 1890 obtuvo un A.B. degree de Harvard College y cinco años más tarde un LL.B. degree de la Universidad de Pennsylvania. Aunque comenzó a ejercer la abogacía en 1895, la mayor parte de su vida la dedicó a escribir. Aficionado a la genealogía, fue autor de The Brooke Family of Whitchurch, Hampshire, England (1899), English Ancestors of the Shippen Family and Edward Shippen, of Philadelphia (1904), The Swift Family of Philadelphia (1906) y Balch Genealogica (1907). También desarrolló interés por el arbitraje internacional. A comienzos del siglo XX hizo un viaje a Alaska y San Petersburgo y a la vuelta escribió y publicó The Alasko-Canadian Frontier (1902) y The Alaska Frontier (1903). En 1909 publicó una nueva edición de The New Cyneas of Hmeric Cruce (publicado originalmente en 1623), y en 1915 a una edición revisada de International Courts of Arbitration, una obra escrita por su padre en 1874. Era hermano de Edwin Swift Balch, interesado en las expediciones polares. Escribió también The Arctic and Antarctic Regions and the Lazu of Nations (1910). Fue miembro de numerosos clubs de Philadelphia y de sociedades históricas y patrióticas, entre ellas la Historical Society of Pennsylvania, de la que fue uno de sus cinco vicepresidentes. Fue un colaborador frecuente del American Journal of International Law y de la Revue de droit international et de legislation comparee of Brussels, entre otras publicaciones periódicas. El 26 de mayo de 1923, contrajo matrimonio con Dulany Whiting, hija de Clarence C. Whiting de Roland Park (Baltimore) y descendiente de la familia Fairfax de Virginia, más joven que él. A finales de 1926 su salud comenzó a empeorar y marchó a Atlantic City buscando una mejora. Murió en dicha ciudad el 7 de junio de 1927.